# Lijst van premiers van Oekraïne
Dit is een lijst van premiers van Oekraïne:

## Premiers van Oekraïne (1918-heden)

### Volksrepubliek Oekraïne(22 januari1918–7 mei1921)
| Premier                    | Ambtstermijn |
| -------------------------- | ------------ |
| Volodymyr Vynnytsjenko     | 1918         |
| Vsevolod Holoebovytsj      | 1918         |
| Mykola Sachno-Oestymovytsj | 1918         |
| Fedir Lyzohoeb             | 1918         |
| Serhij Gerbel              | 1918         |
| Volodymyr Tsjechivsky      | 1918-1919    |
| Serhij Ostapenko           | 1919         |
| Borys Martos               | 1919         |
| Isaak Mazepa               | 1919-1920    |
| Vjatsjeslav Prokopovytsj   | 1920         |

### Oekraïense staat (30 juni–9 juli1941)
| Premier          | Ambtstermijn |
| ---------------- | ------------ |
| Jaroslav Stetsko | 1941         |

### Oekraïense Socialistische Sovjetrepubliek(6 januari1919–24 augustus1991)
| Premier | Premier                             | Ambtstermijn |
| ------- | ----------------------------------- | ------------ |
|         | Joerij Pjatakov                     | 1919         |
|         | Chrystyjan Rakovsky                 | 1919         |
|         | Hryhorij Petrovsky                  | 1919-1920    |
|         | Chrystyjan Rakovsky                 | 1920-1923    |
|         | Vlas Tsjoebar                       | 1923-1934    |
|         | Panas Ljoebtsjenko                  | 1934-1937    |
|         | Mychajlo Bondarenko                 | 1937         |
|         | Vlas Tsjoebar                       | 1937-1938    |
|         | Demjan Korottsjenko                 | 1938-1939    |
|         | Leonid Kornijets                    | 1939-1944    |
|         | Nikita Chroesjtsjov (1894-1971)     | 1944-1947    |
|         | Demjan Korottsjenko                 | 1947-1954    |
|         | Nikofor Kaltsjenko                  | 1954-1961    |
|         | Volodymyr Sjtsjerbytsky (1918-1990) | 1961-1963    |
|         | Ivan Kazanets                       | 1963-1965    |
|         | Volodymyr Sjtsjerbytsky (1918-1990) | 1965-1972    |
|         | Oleksandr Ljasjko                   | 1972-1990    |
|         | Vitalij Masol (1928–2018)           | 1990         |
|         | Vitold Fokin (1932-2025)            | 1990-1991    |

### Republiek Oekraïne(vanaf24 augustus1991)
| Premier | Premier                           | Ambtstermijn |
| ------- | --------------------------------- | ------------ |
|         | Vitold Fokin (1932-2025)          | 1990-1992    |
|         | Valentyn Symonenko (1940)         | 1992         |
|         | Leonid Koetsjma (1938)            | 1992-1993    |
|         | Joechim Zvjahilsky (1933–2021)    | 1993-1994    |
|         | Vitalij Masol (1928–2018)         | 1994-1995    |
|         | Jevhen Martsjoek (1941–2021)      | 1995-1996    |
|         | Pavlo Lazarenko (1953)            | 1996-1997    |
|         | Vasyl Doerdynets (1937)           | 1997         |
|         | Valerij Poestovojtenko (1947)     | 1997-1999    |
|         | Viktor Joesjtsjenko (1954)        | 1999-2001    |
|         | Anatolij Kinach (1954)            | 2001-2002    |
|         | Viktor Janoekovytsj (1950)        | 2002-2005    |
|         | Mykola Azarov (1947)              | 2005         |
|         | Joelija Tymosjenko (1960)         | 2005         |
|         | Joeri Jechanoerov (1948)          | 2005-2006    |
|         | Viktor Janoekovytsj (1950)        | 2006-2007    |
|         | Joelia Tymosjenko (1960)          | 2007-2010    |
|         | Mykola Azarov (1947)              | 2010-2014    |
|         | Serhij Arboezov ad interim (1976) | 2014         |
|         | Arseni Jatsenjoek (1974)          | 2014-2016    |
|         | Volodymyr Grojsman (1978)         | 2016-2019    |
|         | Oleksi Hontsjaroek (1984)         | 2019-2020    |
|         | Denys Sjmyhal (1975)              | 2020-2025    |
|         | Joelia Svyrydenko (1985)          | 2025-heden   |